# Tadarida ventralis
Tadarida ventralis es una especie de murciélago de la familia Molossidae.

## Distribución geográfica
Se encuentra en República Democrática del Congo, Sudán Eritrea Etiopía, Kenia Tanzania Zambia Malaui Mozambique y Zimbabue.